# Discurs de les quatre llibertats
El Discurs de les quatre llibertats fou un discurs pronunciat el 1941 pel president dels Estats Units Franklin Delano Roosevelt en què enuncià les quatre llibertats que havien de regir en tot el món i que constituirien els eixos de la política internacional americana.

## El discurs
Durant la sessió sobre l'estat de la Unió, el 6 de gener de 1941 el president Roosevelt va pronunciar el discurs de les quatre llibertats de què haurien de gaudir totes les persones en qualsevol lloc del món:
- Llibertat d'expressió (Freedom of speech and expression)
- Llibertat de culte (Freedom of worship)
- Llibertat de viure sense misèria (Freedom from want)
- Llibertat de viure sense por (Freedom from fear)

Les dues primeres llibertats repeteixen les que ja indica la 1a esmena de la Constitució dels Estats Units. Els dos últims, de dret a la seguretat econòmica i a la seguretat militar s'han convertit en els eixos de la doctrina liberal dels Estats Units.
A més, el discurs va preparar el país per a la incorporació a la segona Guerra Mundial, que finalment es va produir el desembre de 1941 després de l'atac japonès a Pearl Harbour. Així, el discurs va apel·lar al profund sentiment de llibertat dels estatunidencs per justificar la participació en el conflicte armat contra les potències totalitàries.

## Inspiració per als tractats internacionals
La Carta Atlàntica, una declaració feta conjuntament per Roosevelt i el primer ministre britànic Winston Churchill el 14 d'agost de 1941, reprèn i completa el discurs de les quatre llibertats.

El concepte de les quatre llibertats també va influir en la Carta de les Nacions Unides adoptada el 26 de juny de 1945, i va ser reprès després en el preàmbul de la Declaració Universal dels Drets Humans aprovada el 10 de desembre de 1948 per les Nacions Unides:
"....l'adveniment d'un món en què els éssers humans gaudeixen de llibertat d'expressió i de creença i lliures de la por i la necessitat ha estat proclamat com la màxima aspiració de la gent comuna..."

"... l'adveniment d'un món en què els éssers humans seran lliures de parlar i de creure, lliures de terror i misèria, s'ha proclamat com la màxima aspiració de l'home..."

Bandera de les quatre llibertats

## La bandera de les quatre llibertats
Les quatre llibertats també van inspirar una bandera que va representar extraoficialment l'Organització de les Nacions Unides en els seus inicis, abans de la seva constitució formal el 1945. Les quatre llibertats estaven representades per quatre pals verticals de color vermell que no arribaven fins a les vores de la bandera, de fons blanc. També se'n coneixen variants amb els pals de color blau o verd. Actualment ha romàs com a bandera d'honor de l'ONU.

Bandera per a les Nacions Unides proposada el gener de 1947